# ماهی‌خورک کوتوله ماداگاسکار
ماهی‌خورک کوتوله ماداگاسکار (نام علمی: Corythornis madagascariensis) یک گونه از پرندگان خانواده ماهب‌خورکان (Alcedinidae) و بومی ماداگاسکار است که در جنگل‌های برگ‌ریز خشک غربی یافت می‌شود.